# Presidium van de Tweede Kamer
Het Presidium van de Tweede Kamer der Staten-Generaal in Nederland is sinds 1966 het dagelijks bestuur van de Tweede Kamer der Staten-Generaal met als leden de voorzitter van de Tweede Kamer, die ook hier tevens voorzitter is, en de ondervoorzitters van de Tweede Kamer. Alle leden zijn zelf Tweede Kamerlid, de voorzitter van het Presidium leidt als bovenpartijdige, neutrale persoon de vergaderingen en ziet toe op het uitvoeren van de genomen besluiten. Alle Kamerleden kunnen zich verkiesbaar stellen voor het Kamervoorzitterschap en -ondervoorzitterschap en zo deel gaan uitmaken van het Presidium.
De vergaderregels die in de Tweede Kamer en voor het Presidium gelden zijn opgenomen in het Reglement van Orde van de Tweede Kamer dat wordt opgesteld door de Tweede Kamer.
Het Presidium van de Tweede Kamer heeft vooral een organiserende taak. Het stelt de begroting van de Tweede Kamer op en beheert de uitgaven van de Tweede Kamer. Daarnaast stelt het Presidium de agenda op en bereidt het de (plenaire) behandeling van wetsvoorstellen en nota's voor. Verder wordt over de samenstelling van commissies in het Presidium overlegd en is het Presidium belast met het aanstellen van Kamerpersoneel.
Hoewel niet verplicht, zijn de presidiumleden (met uitzondering van de voorzitter) vaak ook fractiesecretaris van hun desbetreffende fractie.
De functies van het Presidium worden in de Eerste Kamer uitgeoefend door het College van Senioren en de Huishoudelijke Commissie.

## Samenstelling
| Positie                | Portret                     | Naam                                       | Partij | Partij  | Lid van het Presidium                                                     | Lid van de Kamer                                                                         |
| ---------------------- | --------------------------- | ------------------------------------------ | ------ | ------- | ------------------------------------------------------------------------- | ---------------------------------------------------------------------------------------- |
| Voorzitter             | Martin Bosma                | Martin Bosma (geboren 1964)                |        | PVV     | 30 juni 2010 (ondervoorzitter) (5483 dagen) 19 december 2023 (voorzitter) | 30 november 2006 (6791 dagen)                                                            |
| Eerste ondervoorzitter |                             | Tom van der Lee (geboren 1964)             |        | GL/PVDA | 14 juni 2018 (2577 dagen)                                                 | 23 maart 2017 (3025 dagen)                                                               |
| Tweede ondervoorzitter |                             | Thom van Campen (geboren 1990)             |        | VVD     | 15 mei 2025 (50 dagen)                                                    | 31 maart 2021 (1556 dagen)                                                               |
| Derde ondervoorzitter  | Nicolien van Vroonhoven-Kok | Nicolien van Vroonhoven-Kok (geboren 1971) |        | NSC     | 19 december 2023 (563 dagen)                                              | 23 mei 2002 - 12 mei 2008, 18 augustus 2008 - 17 juni 2010, 6 december 2023 (3427 dagen) |
| Vierde ondervoorzitter | Wieke Paulusma              | Wieke Paulusma (geboren 1978)              |        | D66     | 19 december 2023 (563 dagen)                                              | 15 april 2021 (1541 dagen)                                                               |
| Vijfde ondervoorzitter |                             | Henk Vermeer (geboren 1966)                |        | BBB     | 19 december 2023 (563 dagen)                                              | 6 december 2023 (576 dagen)                                                              |
| Zesde ondervoorzitter  |                             | Vacant                                     |        | PVV     |                                                                           |                                                                                          |